# Bistum Rockhampton
Das Bistum Rockhampton (lateinisch Dioecesis Rockhamptoniensis, englisch Diocese of Rockhampton) ist eine in Australien gelegene Diözese der römisch-katholischen Kirche mit Sitz in Rockhampton, Queensland. Es umfasst den mittleren Teil von Queensland.

## Geschichte
Papst Leo XIII. gründete es am 29. Dezember 1882 aus Gebietsabtretungen des Bistums Brisbane. Es war ursprünglich eine Suffragandiözese des Erzbistums Sydney.
Am 10. Mai 1887 wurde es Teil der Kirchenprovinz Brisbane. Einen Teil seines Territoriums verlor es am 12. Februar 1930 an das Bistum Townsville.

## Bischöfe von Rockhampton
- John Cani (3. Januar 1882 – 3. März 1898)
- Joseph Higgins (21. September 1899 – 3. März 1905, dann Bischof von Ballarat)
- James Duhig (16. September 1905 – 27. Februar 1912, Koadjutorerzbischof von Brisbane)
- Joseph Shiel (19. August 1912 – 7. April 1931)
- Romuald Denis Hayes SSC (12. Januar 1932 – 25. Oktober 1945)
- Andrew Gerard Tynan (31. März 1946 – 3. Juni 1960)
- Francis Roberts Rush (7. November 1960 – 5. März 1973, dann Erzbischof von Brisbane)
- Bernard Joseph Wallace (24. Januar 1974 – 8. Mai 1990)
- Brian Heenan (23. Juli 1991 – 1. Oktober 2013)
- Michael Fabian McCarthy (seit 10. März 2014)